# Исток
Исток је једна од главних страна света.
На картама исток се налази на десној страни, уколико то није другачије означено и означава се са 90° или 3 сата.
Исток је такође врло распрострањено словенско име током раног средњег века.

## Етимологија
Име је добило јер на тој страни хоризонта Сунце устаје (излази) изнад хоризонта. У песми Востани Сербије востани значи устани, а на руском исток је восток. Насупрот томе, запад је место где Сунце пада, запада, залази, заходи.
Ова реч је настала од чињенице да је исток правац у коме излази Сунце: енглеска реч east долази од средњеенглеског est, од староенглеског ēast, који и сам потиче од протогерманског *aus-to- или *austra- „исток, према изласку сунца“, од протоиндоевропског *aus- „сијати“ или „зора“, сродно са старовисоконемачким *ōstar „на исток“, латински aurora „зора“, и грчки ἠώς ēōs 'зора, исток'. Примери исте формације у другим језицима укључују латински oriens 'исток, излазак' од ориор 'изићи, настати', грчки ανατολή anatolé 'исток' од ἀνατέλλω 'ускрснути' и хебрејски מִזְרָח mizraḥ 'исток' од זָרַח zaraḥ 'устати, заблистати'. Oстaрa, германска богиња зоре, могла је бити персонификација зоре и кардиналних тачака.

## Религија
Како је култ Сунца био јак у паганству, временом је исток постао симбол рађања живота, Сунца, свјетлости, топлоте... па су православни храмови олтаром окренути ка истоку, а мртви се сахрањују у смеру исток-запад, тако да им је лице окренуто ка истоку. И у библијској књизи пророка Језекиља се спомињу људи који су били окренути лицем према истоку и клањали се Сунцу на истоку. Насупрот истоку, запад је у црквеном значењу симбол Ђавола, смрти, таме, јер Сунце залази, нестаје на западу. Зато се при светој тајни крштења, у православној цркви, новокрштени окреће у једном тренутку ка западу и три пута одговара свештенику да се одриче Сатане и свих дела његових, након чега треба да симболично пљуне (неки свештеници кажу и дуни) три пута на Ђавола, ка западу.

## Култура
Исток је правац према коме се Земља окреће око своје осе, а самим тим и општи правац из којег изгледа да Сунце излази. Пракса молитве према истоку је старија од хришћанства, али је усвојена у овој религији, јер се сматрало да је Оријент изворни дом човечанства. Отуда су неке хришћанске цркве традиционално оријентисане ка истоку. Ова традиција да се олтар налази на литургијском истоку део је концепта црквене оријентације литургијски исток и запад.
Оријент је исток, који традиционално обухвата све што припада Источном свету, у односу на Европу. На енглеском је то углавном метоним, и односи се на исту област као и континент Азије, подељен на Далеки исток, Средњи исток и Блиски исток. Упркос овом евроцентричном пореклу, ови региони се и даље налазе источно од географског центра Земље.
У оквиру појединачног града, источни крај је обично сиромашнији јер преовлађујући ветрови дувају са запада.